# Ф'юмефреддо-ді-Сицилія
Ф'юмефреддо-ді-Сицилія (італ. Fiumefreddo di Sicilia, сиц. Ciumifriddu) — муніципалітет в Італії, у регіоні Сицилія,  метрополійне місто Катанія.
Ф'юмефреддо-ді-Сицилія розташоване на відстані близько 520 км на південний схід від Рима, 170 км на схід від Палермо, 33 км на північ від Катанії.
Населення — 9671 особа (2014).
Щорічний фестиваль відбувається 19 березня. Покровитель — San Giuseppe.

## Демографія
Населення за роками:

Станом на 1 січня 2023 року в муніципалітеті офіційно проживало 295 іноземців з 36 країн, серед них 175 громадян країн Євросоюзу та 18 громадян України.

## Сусідні муніципалітети
- Калатаб'яно
- Маскалі
- П'єдімонте-Етнео